# Diecezja Erexim
Diecezja Erexim (łac. Dioecesis Ereximensis) – diecezja Kościoła rzymskokatolickiego w Brazylii. Należy do metropolii Passo Fundo wchodzi w skład regionu kościelnego Sul 3. Została erygowana przez papieża Pawła VI bullą Cum Christus w dniu 27 maja 1971.